# エルンスト・ヘウスラー
エルンスト・ヘウスラー（Ernst Häussler, 1914年3月31日 - 1979年7月14日）は、ドイツの軍人。第二次世界大戦中、武装親衛隊の隊員として戦った。最終階級は武装SS大佐。騎士鉄十字章受章者。

## 若年期
1914年3月31日、エルンスト・ヘウスラーはヴュルテンベルクにて生を受けた。1933年3月、親衛隊(SS)に志願入隊する。SSの隊員番号は217,862、国家社会主義ドイツ労働者党（NSDAP, ナチ党）の党員番号は1,150,866であった。SS入隊後、ヘウスラーはSSドイッチュラント連隊(SS Standarte Deutschland)に配属された。1935年4月には親衛隊伍長(Unterscharführer)に昇進し、翌年にはブラウンシュヴァイクにあったSS士官学校(SS-Junkerschule)への入校が決定した。卒業後、ヘウスラーは上バイエルンの親衛隊髑髏部隊(SS-TV)に配属され、1936年から1939年にかけてダッハウ収容所に勤務した。

## 第二次世界大戦
1940年、ヘウスラーは新たに編成されたSSトーテンコップ師団に第5中隊長として配属された。1940年6月、二級鉄十字章および黒色戦傷章を受章。続いてバルバロッサ作戦に参加したヘウスラーは1941年7月に一級鉄十字章、東部戦線従軍記章を受章。さらに1943年4月にはドイツ十字章金章を受章し、1943年6月にはSS少佐(Sturmbannführer)への昇進を果たす。1943年8月、騎士鉄十字章を受章。
ヘウスラーは第3師団で第1SSトーテンコップ予備大隊の大隊長を務めた後、第17SS装甲擲弾兵師団に大隊長として配属された。後に再び第3師団に戻り、第5SS装甲擲弾兵連隊の連隊長を務めた。

## その後
ヘウスラーは戦争を生き延びた。1979年7月14日、エーリンゲンにて心不全で死去した。